# 成都地铁27号线
成都地铁27号线位于四川省成都市，为隶属于成都地铁系统的地铁线路，线路代表色为浅蓝色，一期工程北起新都区石佛站，西至青羊区蜀鑫路站，串联蓉欧新城、天回镇、凤凰山、沙河源、金府、茶店子、外金沙等7个片区。线路全长24.86km，设车站23座，其中高架线约7.52km，设站6座；地下线约17.34km，设站17座。设大丰车辆基地1座；在大丰、韦家碾设置主变电所2座。控制中心共享线网新苗控制中心。车辆采用6节编组B型列车，GoA4级（无人看守运行）全自动无人驾驶技术，最高时速80km/h。
2020年，27号线一期工程正式开工，计划工期4年。2024年12月19日，27号线一期工程建成通车。

## 大事记
- 2019年8月21日，27号线一期工程随《成都市城市轨道交通第四期建设规划（2019-2024年）》获中国国家发改委批复。其中，27号线一期工程规划方案为：线路长约22.20千米（高架段9千米，地下段13.2千米），自栗子湾站至龙咀村站，共设车站20座（7座高架站，13座地下站），设车辆段1座（大丰车辆段），主变电所2座（大丰主变电所、韦家碾主变电所）。线路为地铁普线，使用6节编组B型车。建设工期为5年。总投资约148.13亿元人民币。
- 2020年5月18日，27号线一期工程举行了开工仪式，宣告线路正式开工。
- 2020年，四川省生态环境厅受理[5]并批复了[6]27号线一期工程环境影响报告书。其中，27号线的初步设计方案基于原建设规划方案做出如下调整，使线路长度调整为24.86千米，增加2.66千米，增加11.98%（地下段增加4.15千米，增加18.64%）；车站数量调整为23座（6座高架站，17座地下站），增加3座；总投资调整为171.19亿元人民币，增加15.57%：
  - 调整车站位置1座：金牛公园站由育苗路调整至金牛大道茶店子路金府路口，以便预留12号线换乘条件，区间线位相应调整；
  - 调整区间线位2段：为降低施工难度，跨宝成铁路、凤凰山高架桥区间由高架改为地下敷设，涉及范家巷站、鲤鱼湾站由高架车站调整为地下车站；白仁店站、赖家店站相邻区间调整线位，绕避凤凰山军事用地范围和四川省陆上运动学校，2座车站位置相应调整；
  - 增加车站3座：为吸引客流，北端终点站栗子湾站往北延伸1站，设置香城大道站；西端终点站龙咀村站往西延伸2站，设置蜀辉路站及何元门站；[5]
- 2020年，成都市民政局公示征求意见后[7]，公布27号线一期工程车站标准名称[8]。
- 2023年
  - 3月21日，成都轨道交通27号线一期工程全线车站封顶。[9]
  - 6月30日，成都轨道交通27号线一期工程高架段“桥通”。[10]
  - 7月6日，成都轨道交通27号线一期工程地下段“洞通”。[11]
  - 8月30日，成都轨道交通27号线一期工程车辆段完成“短轨通”节点。[12]
  - 12月8日，成都轨道交通27号线一期工程全线“短轨通”。[13]
  - 12月18日，成都轨道交通27号线一期工程首列电客车正式进驻大丰车辆段。[14]

- 2024年
  - 3月30日，全线电通。[15]
  - 5月20日，全线轨行区移交。[16]
  - 9月19日，开始空载试运行。[17]
  - 10月，车站全部移交运营。[18]
  - 11月27日，车站亮相。[19]
  - 12月6日，通过初期运营前安全评估。[20]
  - 12月19日上午9时30分，27号线一期工程开通运营（白仁店站暂缓开通）[3][4]。
  - 12月30日，27号线二期工程可行性研究及勘察设计总承包招标。[21]

## 车站
成都地铁27号线一期工程共设车站23座，其中高架站6座、地下站17座，暂缓开通站1座（白仁店）。一期工程共设置9座换乘站，采用大小交路方案运行，其中小交路为蜀鑫路至三圣寺。
| 成都地铁27号线车站列表 |           |           |          |              |                   |                |                 |                 |          |          |            |        |
| 工程                   | 运行 交路 | 运行 交路 | 车站编号 | 车站名称     | 英文名称          | 开通日期       | 站间距离 （km） | 累计距离 （km） | 车站类型 | 车站类型 | 换乘线路   | 所在地 |
| 工程                   | 运行 交路 | 运行 交路 | 车站编号 | 车站名称     | 英文名称          | 开通日期       | 站间距离 （km） | 累计距离 （km） | 位置     | 站台     | 换乘线路   | 所在地 |
| 一期                   | ●         |           | 2701     | 石佛         | Shifo             | 2024年12月19日 | -               | 0               | 高架     | 岛式站台 |            | 新都区 |
| 一期                   | ●         |           | 2702     | 慈义         | Ciyi              | 2024年12月19日 | 1.090           | 1.090           | 高架     | 岛式站台 |            | 新都区 |
| 一期                   | ●         |           | 2703     | 兴城大道     | Xingcheng Avenue  | 2024年12月19日 | 0.944           | 2.035           | 高架     | 岛式站台 |            | 新都区 |
| 一期                   | ●         |           | 2704     | 旃檀寺       | Zhantan Temple    | 2024年12月19日 | 1.250           | 3.284           | 高架     | 岛式站台 |            | 新都区 |
| 一期                   | ●         |           | 2705     | 石门坎       | Shimenkan         | 2024年12月19日 | 2.563           | 5.848           | 高架     | 岛式站台 |            | 金牛区 |
| 一期                   | ●         | ●         | 2706     | 三圣寺       | Sanshengsi        | 2024年12月19日 | 0.721           | 6.569           | 高架     | 岛式站台 |            | 金牛区 |
| 一期                   | ●         | ●         | 2707     | 范家巷       | Fanjia Alley      | 2024年12月19日 | 1.086           | 7.655           | 地下     | 岛式站台 |            | 金牛区 |
| 一期                   | ●         | ●         | 2708     | 鲤鱼湾       | Liyuwan           | 2024年12月19日 |                 |                 | 地下     | 岛式站台 |            | 金牛区 |
| 一期                   | \|        | \|        | 2709     | 白仁店       | Bairendian        | 暂缓开通       |                 |                 | 地下     | 岛式站台 |            | 金牛区 |
| 一期                   | ●         | ●         | 2710     | 赖家店       | Laijiadian        | 2024年12月19日 |                 |                 | 地下     | 岛式站台 |            | 金牛区 |
| 一期                   | ●         | ●         | 2711     | 韦家碾       | Weijianian        | 2024年12月19日 |                 |                 | 地下     | 岛式站台 | 1号线 01   | 金牛区 |
| 一期                   | ●         | ●         | 2712     | 双水碾       | Shuangshuinian    | 2024年12月19日 |                 |                 | 地下     | 岛式站台 |            | 成华区 |
| 一期                   | ●         | ●         | 2713     | 王贾桥       | Wangjiaqiao       | 2024年12月19日 |                 |                 | 地下     | 岛式站台 |            | 金牛区 |
| 一期                   | ●         | ●         | 2714     | 洞子口       | Dongzikou         | 2024年12月19日 |                 |                 | 地下     | 岛式站台 | 5号线 0513 | 金牛区 |
| 一期                   | ●         | ●         | 2715     | 沙河源       | Shaheyuan         | 2024年12月19日 |                 |                 | 地下     | 岛式站台 |            | 金牛区 |
| 一期                   | ●         | ●         | 2716     | 新桥         | Xinqiao           | 2024年12月19日 |                 |                 | 地下     | 岛式站台 |            | 金牛区 |
| 一期                   | ●         | ●         | 2717     | 金府         | Jinfu             | 2024年12月19日 |                 |                 | 地下     | 岛式站台 | 6号线 0616 | 金牛区 |
| 一期                   | ●         | ●         | 2718     | 花照壁北     | Huazhaobi North   | 2024年12月19日 |                 |                 | 地下     | 岛式站台 |            | 金牛区 |
| 一期                   | ●         | ●         | 2719     | 金牛公园     | Jinniu Park       | 2024年12月19日 |                 |                 | 地下     | 岛式站台 |            | 金牛区 |
| 一期                   | ●         | ●         | 2720     | 羊犀立交     | Yangxi Flyover    | 2024年12月19日 |                 |                 | 地下     | 岛式站台 | 2号线 0225 | 金牛区 |
| 一期                   | ●         | ●         | 2721     | 黄忠         | Huangzhong        | 2024年12月19日 |                 |                 | 地下     | 岛式站台 |            | 金牛区 |
| 一期                   | ●         | ●         | 2722     | 金沙滨河公园 | Jinsha Binhe Park | 2024年12月19日 |                 |                 | 地下     | 岛式站台 |            | 青羊区 |
| 一期                   | ●         | ●         | 2723     | 蜀鑫路       | Shuxin Road       | 2024年12月19日 |                 |                 | 地下     | 岛式站台 |            | 青羊区 |

## 车辆
27号线使用6节编组B型列车，具备GoA4级（无人看守运行）全自动驾驶水平。共采购29列。

## 未来发展

### 27号线二期工程
27号线二期工程计划自一期工程西端终点站蜀鑫路站向西延伸，经青羊区、金牛区，至黄田坝站与9号线换乘，线路全长约2.08km，设车站3座，直接工程投资约17.11亿元，现已启动可行研究及勘察设计招标。

## 争议

### 金-羊区间下穿阳曦芙蓉城
金牛公园站-羊犀立交站需在阳曦芙蓉城小区附近设置弯道，涉及下穿该小区。小区业主认为应按照线路环境影响评价报告书方案设置小曲线半径弯道，以便减少下穿小区长度，将大部分弯道设在小区旁的茶文化公园。成都地铁公司坚持认为地铁隧道与小区地下室竖向距离已达25.6m，其大曲线半径设计方案安全可行，有利于提高线路运行速度。2022年3月期间，小区业主发现地下承重墙被破坏，出现钢筋裸露等现象，认为是施工方勘察所致。随后业主方认为环境影响评价相关程序未依规进行，包括假冒业主代表参会、调查问卷造假、隐瞒实际施工方案、与所在地茶店子街道、警察联合压制居民表达意见等。此外还有业主质疑振动噪音接近允许上限，无法接受。超过1000位小区业主签署反对施工方案的联名书，并在“问政四川”、人民网留言板等反映群众意见的网站大量留言数百条。有业主引用7号线最终放弃下穿东苑小区一事，希望遵例，但该区间最终按地铁公司长距离下穿阳曦芙蓉城方案施工。
施工开始后，有居民投诉盾构机夜间下穿小区施工，振动和噪声严重影响作息。